# 速度制限標識
速度制限標識（そくどせいげんひょうしき）は、地表を移動する輸送機械に対する標識の一種で、速度をこれ以上は上げてはならないことを示す。
世界各地の自動車交通が存在する場所で見られる他、港湾内や内陸水路（河川、運河）の船舶航路、鉄道にも同様の標識が存在する。そのほとんどが法律や条例によって定められたものである。

## 日本

### 種類
日本国内では次の速度について確認されている。 
- 20 km/h
- 30 km/h
- 40 km/h
- 50 km/h
- 60 km/h
- 70 km/h
- 80 km/h
- 90 km/h(2024年４月から)
- 100 km/h
- 110 km/h
- 120 km/h

ただし、20 km/hについては原則として指定できず、例外的な指定に限られる。
最高速度90 km/hの指定は2013年現在行われていないが、90 km/hの指定自体は可能である。

### 形式
日本では外側は赤い円で囲んであり、中は白色でその中に、青字で規制の速度が書いてある。
高速道路などには規制速度の書かれた円盤またはLED表示式で、災害や荒天、事故や渋滞などの異常時に表示を変更できるものもある。なお、LED表示式には2桁の速度表示にのみ対応しているものと3桁（100 km/h台の表示）に対応しているものがある。後者は最高速度100 km/hの自動車専用道路区間と新東名高速道路等の最高速度110・120 km/h区間で使用されている。

## アイルランド
アイルランドでは2015年に速度制限に関するガイドラインが改訂され、郊外の道路にも速度制限標識が導入されることとなった。 